# Zonotrichia querula
El chingolo de Harris (Zonotrichia querula), también conocido como sabanero de Harris, es una especie de ave paseriforme de la familia Passerellidae. Se reproduce en el norte de Canadá (principalmente en los Territorios del Noroeste y Nunavut, extendiéndose levemente al norte Manitoba y Saskatchewan). Durante el invierno migra a los estados de las Grandes Llanuras en Estados Unidos, desde Dakota del Sur hasta Texas. El nombre común de esta especie conmemora el ornitólogo aficionado estadounidense Edward Harris (1799–1863).